# Boulay-les-Barres
Boulay-les-Barres è un comune francese di 1 074 abitanti situato nel dipartimento del Loiret nella regione del Centro-Valle della Loira.

## Storia

### Simboli
Lo stemma è stato adottato dal comune di Boulay-les-Barres il 3 febbraio 1999. Gli elementi nello scudo fanno riferimento al toponimo: "Boulay", dal latino betula, "betulla" (in francese bouleau); "aux Barres" (lett. "le sbarre") per la sua posizione su un importante asse di comunicazione, al confine col territorio inglese nel XV secolo, fu luogo per il pagamento dei dazi (barrière d'octroi). Gli smalti oro e azzurro sono quelli dei Jabin de Janvry che possedettero la signoria di Janvry dal XV al XVII secolo (d'azzurro, a tre leoni d'oro, i due in capo affrontati).

## Società

### Evoluzione demografica
Abitanti censiti